# Maria od Aniołów Ginard Martí
Maria od Aniołów Ginard Marti (ur. 3 kwietnia 1894 w Llucmajor, zm. 26 sierpnia 1936 w Madrycie) – hiszpańska męczennica, błogosławiona Kościoła katolickiego.

## Życiorys
Urodziła się bardzo religijnej rodzinie. Gdy jej ojciec przeszedł na emeryturę, wówczas wraz z rodziną przeniosła się do Palma de Mallorca, a także opiekowała się licznym rodzeństwem. Wstąpiła do zgromadzenia Sióstr Zelatorek Kultu Eucharystycznego i otrzymała imię zakonne Maria od Aniołów.
Podczas trwania wojny domowej w Hiszpanii ukrywała się w mieszkaniu pewnej rodziny. Aresztowano ją w dniu 25 sierpnia 1936 roku – stanęła w obronie siostry właściciela mieszkania, gdy milicja oskarżyła ją o to, że także jest ukrywającą się zakonnicą. Wówczas odpowiedziała milicjantom, że tylko ona w tym domu jest zakonnicą. Została zastrzelona w dniu 26 sierpnia 1936 roku mając 42 lata.
Beatyfikował ją papież Benedykt XVI w dniu 29 października 2005 roku.